# Аннополе (Сьредський повіт)
Аннополе (пол. Annopole, нім. Annakolonie) — село в Польщі, у гміні Сьрода-Велькопольська Сьредського повіту Великопольського воєводства.
Населення — 122 особи (2011).
У 1975-1998 роках село належало до Познанського воєводства.

## Демографія
Демографічна структура станом на 31 березня 2011 року:
|          | Загалом | Допрацездатний вік | Працездатний вік | Постпрацездатний вік |
| -------- | ------- | ------------------ | ---------------- | -------------------- |
| Чоловіки | 66      | 13                 | 45               | 8                    |
| Жінки    | 56      | 13                 | 29               | 14                   |
| Разом    | 122     | 26                 | 74               | 22                   |